# Rockwell City
Rockwell City is een plaats (city) in de Amerikaanse staat Iowa, en valt bestuurlijk gezien onder Calhoun County.

## Demografie
Bij de volkstelling in 2000 werd het aantal inwoners vastgesteld op 2264. In 2006 is het aantal inwoners door het United States Census Bureau geschat op 2088, een daling van 176 (-7,8%).

## Geografie
Volgens het United States Census Bureau beslaat de plaats een oppervlakte van 10,9 km², geheel bestaande uit land. Rockwell City ligt op ongeveer 372 m boven zeeniveau.

## Plaatsen in de nabije omgeving
De onderstaande figuur toont nabijgelegen plaatsen in een straal van 16 km rond Rockwell City.